# بیف‌کیک

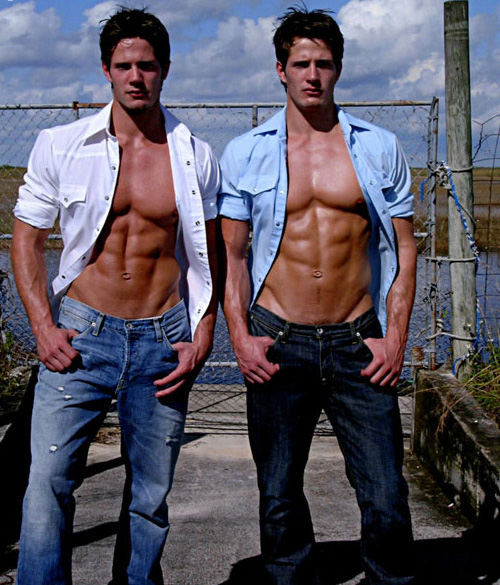
دوقلوهای کارلسون - مدل

بیف‌کیک (به انگلیسی: Beefcake) یا هانک (به انگلیسی: Hunk) به شخص مذکری گفته می‌شود که از لحاظ ظاهری جذاب، خوش هیکل و عضلانی است.
از جمله سلبریتی‌ها که در رسانه‌ها از آنها به عنوان هانک یاد می‌شود، می‌توان به کریس همسورث، هیو جکمن، دیوید گندی، کریس ایوانز، دیوید بکهام و رایان رینولدز اشاره کرد.